# Nordische Badmintonmeisterschaft 1997
Die Nordische Badmintonmeisterschaft 1997 fand vom 25. bis zum 27. April 1997 in Solrød statt. Es war die 31. Auflage dieser Veranstaltung.

## Sieger und Finalisten
| Disziplin    | Gold                          | Silber                                 |
| ------------ | ----------------------------- | -------------------------------------- |
| Herreneinzel | Peter Rasmussen               | Kenneth Jonassen                       |
| Dameneinzel  | Camilla Martin                | Mette Pedersen                         |
| Herrendoppel | Jens Eriksen Jesper Larsen    | Jon Holst-Christensen Michael Søgaard  |
| Damendoppel  | Helene Kirkegaard Rikke Olsen | Lisbet Stuer-Lauridsen Marlene Thomsen |
| Mixed        | Jens Eriksen Marlene Thomsen  | Michael Søgaard Rikke Olsen            |